# 단일 가닥 DNA 결합 단백질
단일 가닥 DNA 결합 단백질(Single-strand DNA-binding protein, SSB)은 디옥시리보핵산(DNA)의 단일 가닥 영역에 결합하는 대장균(E.coli)에서 발견되는 단백질이다. 단일 가닥 DNA는 복제, 재조합 및 복구와 같은 DNA 대사의 모든 측면에서 생성된다. 이 단일 가닥 DNA를 안정화 할 뿐만 아니라 SSB 단백질은 이러한 모든 과정에 관여하는 수많은 단백질에 결합하여 기능을 조절한다.
활성 대장균 SSB는 4개의 동일한 19 kDa 서브 유닛으로 구성된다. 테트라머에 대한 단일 가닥 DNA의 결합은 염 농도를 비롯한 여러 요인에 따라 SSB가 다른 수의 DNA 염기를 차지하는 다른 모드에서 발생할 수 있다. 예를 들어, DNA의 약 65개 뉴클레오타이드가 SSB 테트라머 주위를 감싸고 모든 4개의 서브 유닛과 접촉하는 결합 모드는 시험관 내 높은 염 농도에서 선호된다. 낮은 염 농도에서는 약 35개의 뉴클레오타이드가 SSB 서브 유닛 중 2개에만 결합하는 결합 방식이 형성되는 경향이 있다. 생체 내에서 다양한 결합 모드의 기능을 밝히기 위해서는 더 많은 연구가 필요하다.

## 세균 SSB
세균의 SSB 단백질 도메인은 DNA 대사, 특히 DNA 복제, 복구 및 재조합을 유지하는 기능에 중요하다. 그것은 단백질 이합체를 형성하기 위해 3개의 베타 가닥에서 단일 6가닥 베타 병풍의 구조를 가지고 있다.

## 같이 보기
- DNA 결합 단백질
  - 단일 가닥 결합 단백질
- 핵산 시뮬레이션 소프트웨어 비교